# Сергиенко, Константин Константинович
Константи́н Константи́нович Сергие́нко (17 сентября 1940, Сталиногорск Узловского района Московской области — 6 марта 1996, Москва) — советский писатель.

## Биография
Константин Константинович Сергиенко родился 17 сентября 1940 года в городе Сталиногорск (ныне Новомосковск) Тульской области.
Окончил редакционно-издательское отделение факультета журналистики Московского государственного университета (1967). Владел немецким, французским, английским языками. Сотрудничал с исторической редакцией издательства «Детская литература», издательством «Молодая гвардия».
Автор книг для детей и юношества, ряд из которых посвящён историческим темам. Основные произведения: «Кеес — Адмирал Тюльпанов», «Бородинское пробуждение», «До свидания, овраг», «Дом на горе», «Ксения», «Станция Кашира», «Увези нас, Пегас!», «Картонное сердце», «Белый рондель», «Дни поздней осени», «Самый счастливый день». Книги Сергиенко переведены на 12 иностранных языков, пьесы по его произведениям шли в 40 советских и зарубежных театрах.

### «До свидания, овраг»
Наибольшую известность получила повесть Константина Сергиенко «До свидания, овраг» (1979). В ней рассказывается о судьбе стаи бродячих собак, живущих на московской окраине. Яркие и запоминающиеся «очеловеченные» персонажи — благородный Гордый, авторитарный лидер стаи Чёрный, несчастная Бывшая Такса, опустившийся интеллигент Головастый и другие — являются участниками своеобразной притчи, которая позднее была переработана автором в пьесу «Собаки», спектакли по которой шли в Москве, Петербурге, Ростове, Ярославле, Новосибирске. По книге было снято два мультфильма.

### Исторические повести
Его первая книга — историческая повесть «Кеес — Адмирал Тюльпанов. Опасные и забавные приключения юного лейденца, а также его друзей, рассказанные им самим без хвастовства и утайки» — вышла в свет в издательстве «Детская литература» в 1975 году. Её главный герой — 12-летний мальчик Кеес, живущий в голландском городе Лейдене во время его осады испанскими войсками в 1574 году. Во время опасного путешествия с особым поручением из осаждённого Лейдена в Роттердам ему и его друзьям (цирковому артисту Караколю, девочке с загадочной судьбой Эле, мальчику по кличке Рыжий Лис) приходится испытать немало приключений, столкнувшись с интригами могущественного ордена иезуитов. Готовясь к написанию этой книги, Сергиенко прочитал более пятисот исторических трудов на разных языках.
Вслед за «Кеесом» в 1977 году вышла следующая историческая повесть Константина Сергиенко — «Бородинское пробуждение», посвящённая Отечественной войне 1812 года.
Поручик Берестов — главный герой книги — участвует в событиях, предшествующих Бородинской битве, а затем и в самом сражении. В книге содержится художественная версия реальной истории с воздушным шаром, который перед битвой запустил изобретатель Леппих, предложивший свои услуги российским властям.
Главная героиня «Ксении» (1987) — царевна Ксения Годунова. Действие «Белого ронделя» (1983) происходит в Дерпте (Тарту) 1625 года, «Увези нас, Пегас» (1979) — незадолго до Гражданской войны в США (её герои, белые подростки, спасают негров-рабов). Ещё одна историческая повесть Сергиенко — «Тетрадь в сафьяновом переплёте: записки Дмитрия Почивалова, сделанные им во время путешествия по Малороссии и Тавриде в 1786 году» (1989).

### Повести о любви
Важное место в творчестве Константина Сергиенко занимают тема юношеской любви — о ней, в частности, идёт речь в повестях «Самый счастливый день» (1989), «Дом на горе» (1986) и «Дни поздней осени» (1983). Вера Копылова считает, что

его повести о любви — полудетские, полувзрослые. Повести, где героям снятся странные, таинственные, волнующие сны, где на заброшенной даче толпятся заросли дельфиниума и можжевёловый куст после дождя стоит весь в слезах, где мечты не сбываются в реальности, а растворяются в ней, меняют её и всё-таки делают людей счастливыми.

### Детективные произведения
В качестве художественного эксперимента Сергиенко под псевдонимом Питер Мартин написал несколько повестей детективного характера: «Можно уснуть навек», «Под землёй не всегда потёмки», «Не играйте на лопнувших струнах».

### Переводы
Незадолго до смерти занялся переводами книг своего любимого американского писателя Генри Миллера, но успел перевести лишь роман «Тихие дни в Клиши».
Константин Сергиенко скоропостижно скончался от воспаления легких 6 марта 1996 года в Москве. Похоронен на Троекуровском кладбище.

### Семья
Отец Константин Емельянович Сергиенко (1914—1967) закончил Московский энергетический институт (МЭИ) по специальности инженер-электрик. До и после Великой Отечественной войны работал на Сталиногорской ГРЭС. С 1951 по 1953 г.г. работал секретарём Сталиногорского ГК КПСС. Мать Антонина Савельевна Сергиенко (Савушкина) (1918—2001) работала в отделении железной дороги сначала в Кашире, затем в Сталиногорске (Новомосковске) секретарём начальника отдела.
Сестра Надежда Сергиенко- педиатр.
Первая супруга Минна Стефановна Сергиенко (Попенкова).
Вторая супруга Ирина Яковлевна Сергиенко (Варшавская) — с 1971 года. Сын Артём — график-дизайнер, веб-разработчик, программист.

## Некоторые переиздания книг
- Дни поздней осени. М., 2001.
- До свидания, овраг. М., 2002.
- Кеес Адмирал Тюльпанов М., ООО «Кейс», 2011. Издательство Кейс
- Картонное сердце М., Издательский Дом Мещерякова, 2012. Издательский Дом Мещерякова
- Die Schlucht der freien Hunde («До свидания, овраг»), ARTEM Verlag, 2013. ARTEM Verlag язык: Немецкий, ISBN 978-3-943974-02-7
- Kees Admiraal der Tulpen («Кеес Адмирал Тюльпанов»), ARTEM Verlag, 2013. ARTEM Verlag язык: Голландский, ISBN 978-3-943974-04-1
- До свидания, овраг! Повесть о бездомных собаках, Издательский дом Мещерякова 2016, ISBN 978-5-91045-810-3